# Gastrar (Boqueijón)
Gastrar (llamada oficialmente Santa Mariña de Gastrar) es una parroquia y aldea española del municipio de Boqueijón, en la provincia de La Coruña, Galicia.

## Entidades de población
Entidades de población que forman parte de la parroquia:
- La Iglesia (A Eirexe)
- Casalpegito (Casalpeguito)
- Gastrar
- Regengo (Reguengo)
- Trión
- Vilaboa
- Giadás (Xiadás)

## Demografía

### Parroquia
| Gráfica de evolución demográfica de Gastrar (parroquia) entre 2000 y 2018 |
|                                                                           |
| Datos según el nomenclátor publicado por el INE.                          |

### Aldea
| Gráfica de evolución demográfica de Gastrar (lugar) entre 2000 y 2018 |
|                                                                       |
| Datos según el nomenclátor publicado por el INE.                      |